# هاري جاي روبرتسون
هاري جاي روبرتسون (بالإنجليزية: Harry J. Robertson)‏ هو لاعب كرة قدم أمريكية أمريكي، ولد في 4 مارس 1896 في شومبلي في كندا، وتوفي في 7 يناير 1962.

## وصلات خارجية
- هاري جاي روبرتسون على موقع مرجع كرة القدم المحترفة.كوم (الإنجليزية)